# Ентазис

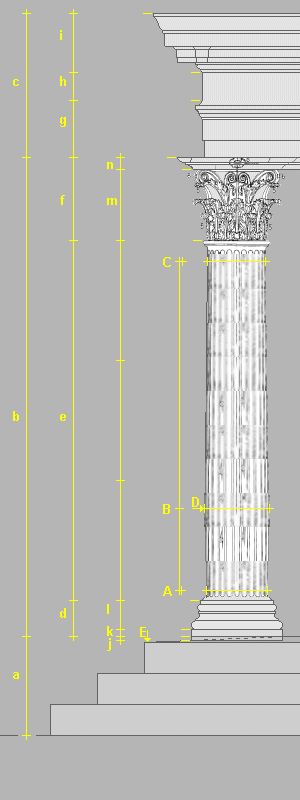
Схема Коринфської колони, видимий ентазис позначений літерою D

Ента́зис (дав.-гр. ἔντασις — «напруженість») — в архітектурі застосування до поверхні чого-небудь опуклої кривої в естетичних цілях. Найвідоміше використання ентазису — у деяких ордерах класичних колон, фуст (стовбур) яких трошки вигинається за рахунок того, що діаметр колони зменшується знизу догори. Це також може слугувати інженерним рішенням надання міцності.

## Етимологія
Відомо, що це слово застосовував римський історик архітектури Вітрувій, і походить воно від грец. εντείνω (ентейно, ентено), «розтягую або напружую туго». Ціллю застосування ентазису могло бути творення ілюзії більшої міцності або сприйняття висоти.

## Приклади
Приклади цього принципу конструкції можна знайти в різних культурах світу від стародавніх часів до сучасної архітектури. Перше відоме використання ентазис було при будівництві єгипетських пірамід.
Він також спостерігається у грецьких колон класичного періоду, побудованих на тисячу років пізніше, наприклад, у храмів доричного ордеру  у Сегесті, Селінунті, Агрідженто і Пестумі.
Рідше він використовувався в елліністичний і римський періоди архітектури.[джерело?] Римські храми, побудовані в ці періоди були вищими, ніж у греків, з довшими й тоншими колонами.
Китайські будівничі з династії Сун слідували вказівкам Інцзао Фасі («Трактат про архітектурні методів і стандарти державного будівництва» 1103 року), де говориться про прямі колони або колони з ентазисом у верхній третині.
Відомі архітекторів, такі як майстер епохи Відродження Андреа Палладіо, також використовують ентазис у конструкціях будівель.
Часто ентазис характерний для інкських стін і порталів, де вони також протидіють оптичній ілюзії, коли прохід здається вужчим посередині, ніж він насправді є.
Ентазис також можна помітити в стінах деяких тибетських і бутанських монастирів і фортечної архітектури. Нижні частини цих стін, приблизно на третину, злегка ввігнуті всередину, а вище прямі. Якщо збудувати стіну з повністю прямо похилою поверхнею, вона ніби вигинається назовні. Приклад у Бутані — Добжі-дзонг. Коли у 1996 році відбудовувалися деякі повалені стіни Пунакха-дзонгу, реставратори не звернули уваги або не знали про цю оптичну особливість, тому відбудовані стіни, хоча й прямі, здаються вигнутими.

## Гіпотеза про грецькі колони

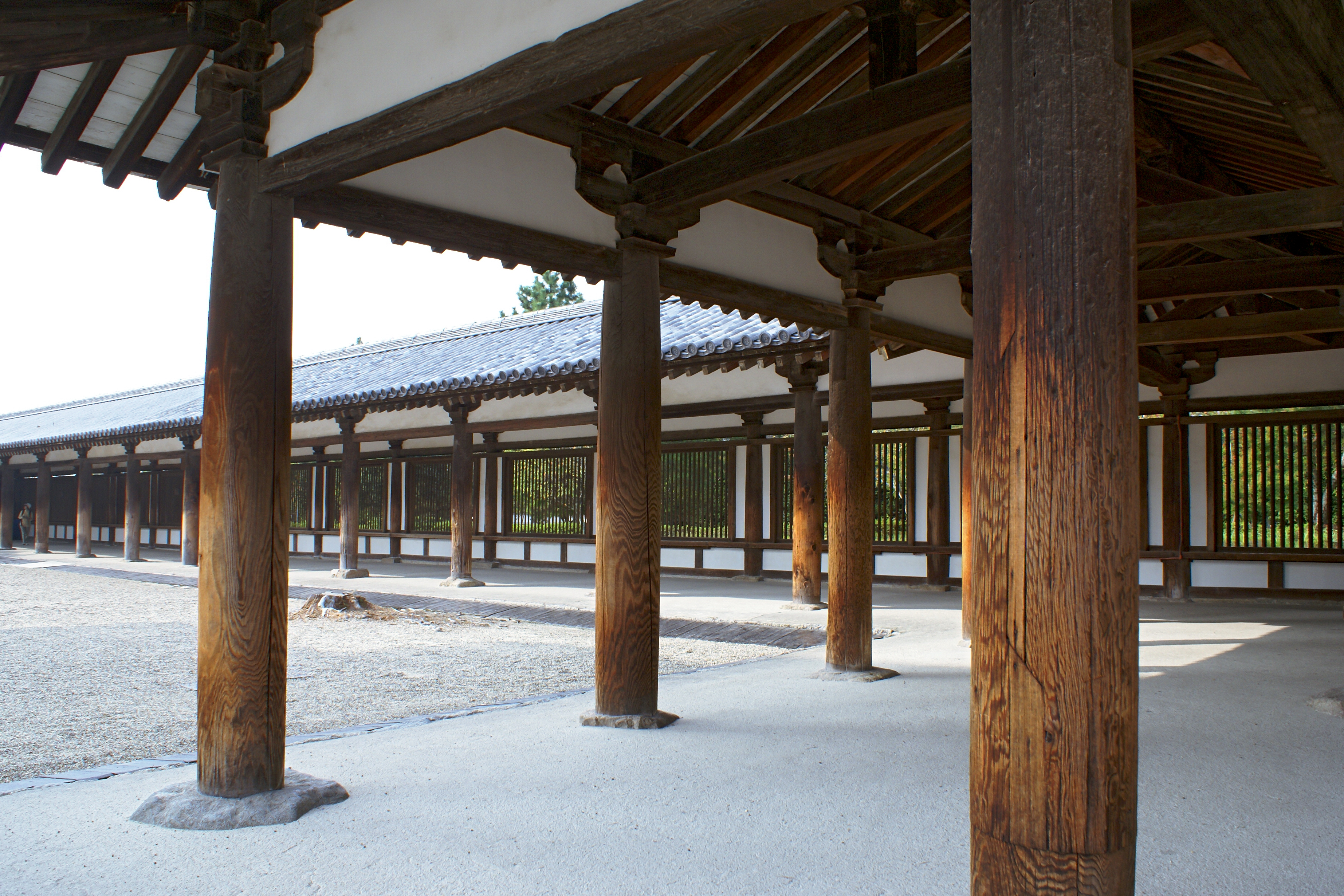
Ентазис колон в Хорю-дзі, Японія

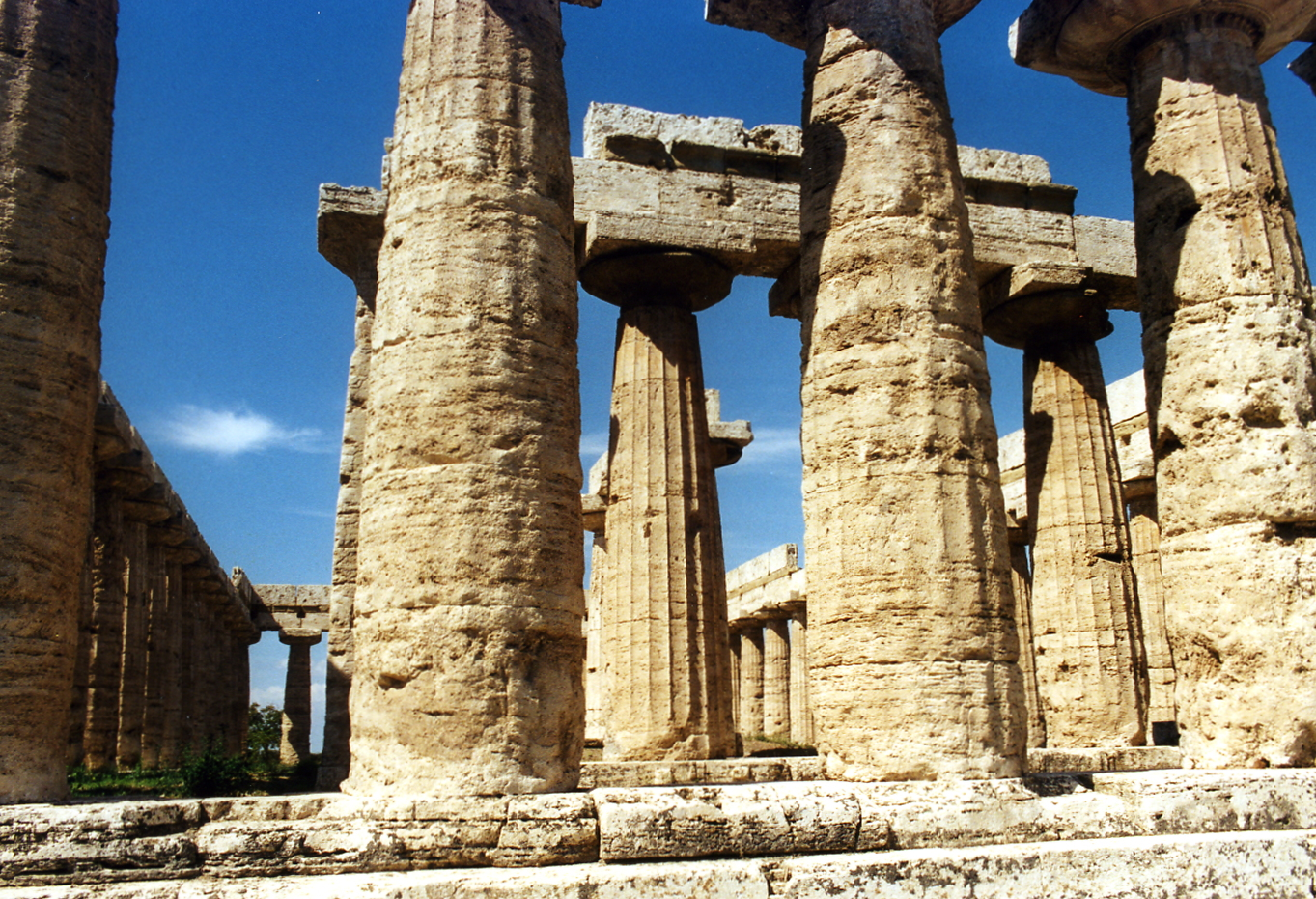
Ентазис реалізований у першому храмі Гери в Пестумі, який автори XVIII століття помилково називали «базилікою»

Зодчі раннього класичного періоду не залишили пояснень використання ентазису у колонах. Існують різні гіпотези щодо цього.

Раннє бачення, часто обговорюване і поширене й досі, висловив Герон Александрійський: ентазис усуває оптичну ілюзію увігнутості колон, яку створюють недосконалі людські очі, якщо не зробити виправлень.
 Однак ця точка зору не пояснює випадок одного відомого прикладу в Пестумі на південно-західному узбережжі Італії, де ентазис настільки виражений, що створює очевидну кривизну, а не ілюзію прямолінійності.
Деякі описи ентазису просто стверджують, що ця техніка є покращенням попередніх примітивних конічних колон, щоб вони виглядали більш значними. Інші описи стверджують, що техніка підкреслює стабільність не колон, але якоїсь іншої частини будівлі або будівлі цілком, якщо оглядати її як ціле. Єльський історик архітектури Вінсент Скаллі стверджує, що ентазис підкреслює вагу даху будівлі, створюючи враження, наче колони присідають під цією вагою. Данський дослідник Стін Ейлер Расмуссен вважає, що цей ефект позначає сили, нагадуючи форму напружених м'язів, ця теорія добре узгоджується з етимологією слова, що в перекладі з грецької означає «напружуватися».
Також висловлювалося припущення, що вигнута посередині колона структурно сильніша ніж та, в якої діаметр змінюється лінійно. Оскільки оригінальних грецьких тверджень щодо ентазису не знайдено, то не відомо, чи грекам це було відомо.

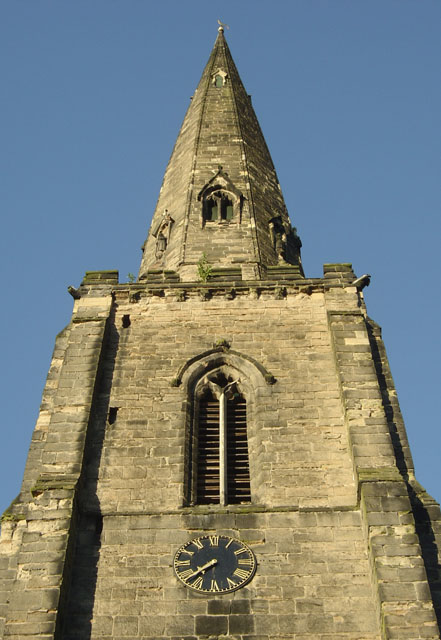
Ентазис шпиля. Дзвіниця Церкви Всіх Святих (14 століття), Ґедлінг, Ноттінгемшир, Англія

Якщо колона спочатку була культурним позначенням або аналогом пальми, то опуклість колони — це точне зображення стовбура пальми. Тоді це може бути випадком відтворення природного принципу, який став традицією.